# Mesoleptus genitor
Mesoleptus genitor là một loài tò vò trong họ Ichneumonidae.